# Lodewijk Amadeus van Savoye

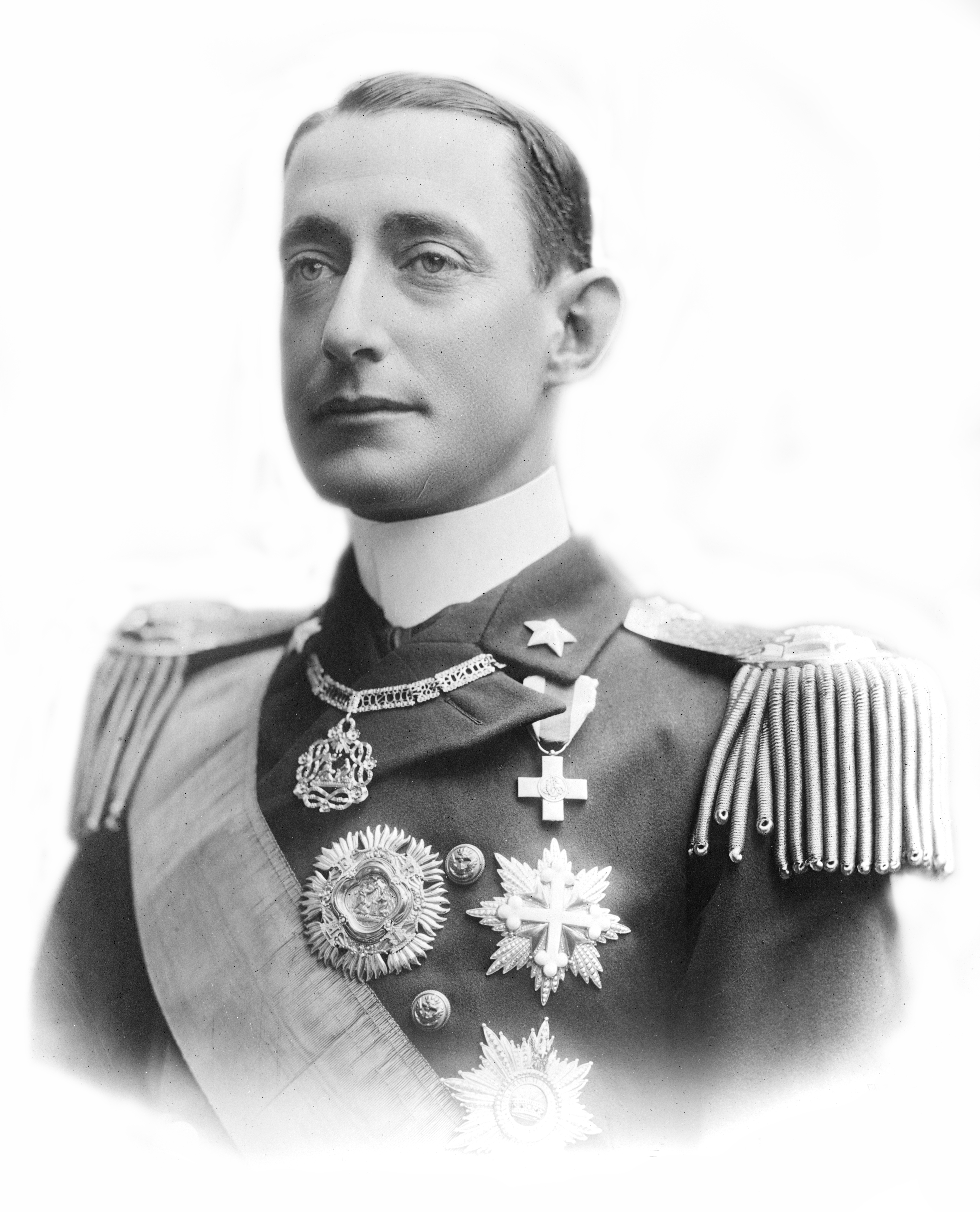
Lodewijk Amadeus van Savoye

Lodewijk Amadeus Jozef Maria Ferdinand Frans van Savoye-Aosta, hertog van Abruzzi (Madrid, 29 januari 1873 - Jawhar, 18 maart 1933) was een Italiaans marineofficier, ontdekkingsreiziger en alpinist uit het Huis Savoye. Hij werd geboren in het Koninklijk Paleis van Madrid als derde zoon van Amadeus I van Spanje en Maria dal Pozzo della Cisterna. 

## Expedities
In 1897 beklom hij als eerste de 5489 meter hoge Mount Saint Elias, de op een na hoogste berg van zowel de Verenigde Staten als Canada. Twee jaar later organiseerde de hertog een expeditie naar de Noordpool. Tijdens zijn verblijf in het winterkamp op Frans Jozefland verloor hij twee vingers vanwege de kou. Hierdoor kon hij de expeditie niet voortzetten. Zijn metgezel Umberto Cagni leidde vanaf dat moment de expeditie en verbrak het record van Fridtjof Nansen door 35 km noordelijker te geraken. 
In 1906 leidde de hertog een expeditie naar het Rwenzori-gebergte in Oeganda, waar hij zestien pieken in kaart bracht. Een daarvan is Mount Luigi di Savoia, die zijn naam draagt. Drie jaar later ondernam Lodewijk een expeditie naar de K2, de op een na hoogste berg ter wereld. Hij bereikte een hoogte van 6.250 meter op de zuidoostgraat, dat tegenwoordig bekendstaat als het Abruzzi-spoor of Abruzzigraat. Dit zou onderdeel worden van de standaardroute, maar destijds werd de route verlaten vanwege de steilheid en moeilijkheidsgraad. Nadat tevergeefs was geprobeerd een makkelijker alternatief te vinden over de westgraat of noordoostgraat verklaarde Amedeo dat de K2 nooit beklommen zou worden, waarna het team zijn aandacht verplaatste naar de Chogolisa (7665 meter).

## Latere leven
Lodewijk werd in 1912 viceadmiraal van de Regia Marina (Koninklijke Marine). Van 1914, bij het uitbreken van de Eerste Wereldoorlog, tot 1917 was hij commandant van de Italiaanse vloot in de Adriatische Zee. Zijn vlaggenschip was de Conte di Cavour. In 1920 stichtte hij de kolonie Villaggio Duca degli Abruzzi of Villabruzzi in Italiaans-Somaliland. In deze agrarische nederzetting werd geëxperimenteerd met nieuwe teelttechnieken. In 1926 bestond de kolonie uit zestien dorpen met 3000 Somalische en 200 Italiaanse inwoners.
De hertog overleed op 18 maart 1933 in Jawhar, zo'n negentig kilometer ten noorden van Mogadishu.

## Familie
Lodewijk Amadeus stamt uit de vooraanstaande adellijke familie Savoye. Zijn vader Amadeus was koning van Spanje, zijn grootvader Victor Emanuel II, zijn oom Umberto I en zijn neef Victor Emanuel III waren koning van Italië. 
In het begin van de twintigste eeuw had de hertog een relatie met Katherine Hallie Elkins, dochter van de rijke Amerikaanse senator Stephen Benton Elkins, maar zijn neef Victor Emanuel III gaf hem geen toestemming om te trouwen met iemand die niet van adel was. Zijn broer, Emanuel Filibert, overtuigde hem om de relatie op te geven. In zijn latere leven trouwde de hertog met een jonge Somalische vrouw, genaamd Faduma Ali.
- Bibsys: 98044099
- Biblioteca Nacional de España: XX1434050
- Bibliothèque nationale de France: cb122889585 (data)
- Gemeinsame Normdatei: 119035901
- International Standard Name Identifier: 0000 0000 8078 2540
- Library of Congress Control Number: nr92038955
- Nationale Bibliotheek van Israël: 987007284139805171
- Nationale Bibliotheek van Polen: a0000002335527
- Nationale en Universitaire bibliotheek Zagreb: 000336201
- Nederlandse Thesaurus van Auteursnamen: 09111327X
- Réseau des bibliothèques de Suisse occidentale: 02-A000144605
- Istituto Centrale per il Catalogo Unico: CFIV223930
- LIBRIS: 288234
- Système universitaire de documentation: 031727697
- Virtual International Authority File: 95297776
- WorldCat: E39PBJx8HKJFMRCMWK7JbF384q